# نيكولاس ريتشاردسون
نيكولاس ريتشاردسون (بالإنجليزية: Nicholas Richardson)‏ هو باحث في تاريخ العصور الكلاسيكية بريطاني، ولد في القرن العشرين.